# Плюшевий ведмедик (фільм, 1980)

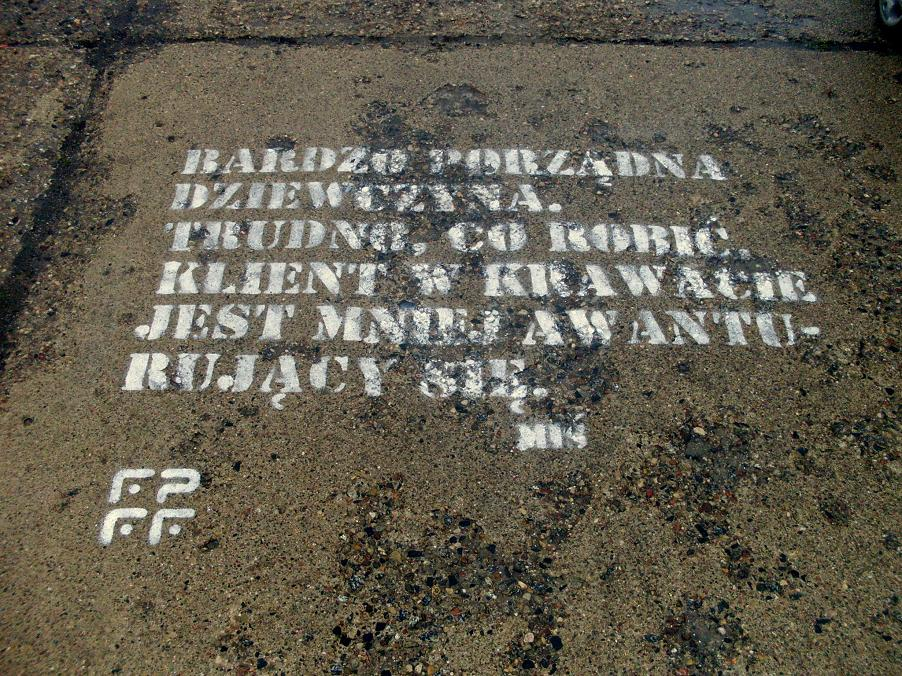
Цитата з фільму «Ведмідь», що рекламує XXXIV Фестиваль польського кіно в Гдині 2009 р

Плюшевий ведмедик — комедійний польський фільм 1980 року режисера Станіслава Бареї.

## Сюжет
Рисик (Станіслав Тим, який також був співавтором сценарію), кмітливий менеджер спонсорованого державою спортивного клубу, повинен поїхати до Лондона до того, як його колишня дружина Ірена (Барбара Бурська) отримає велику суму грошей із своїх об'єднаних заощаджень рахунок.
Але вибратися з комуністичної країни непросто, навіть для такого оператора, як Рисік. Після того, як його дружина знищує паспорт, щоб затримати його у Варшаві. Коли вона їде до Лондона, це змушує його створити візантійську схему за підтримки свого не менш хитрого друга. Їхній сюжет включає виробництво фільмів, а також відстеження людей, схожих на когось (також його грає Тим), щоб «позичити» їх паспорт.
Комічний аукціон, який проводить Бареджа проводить аудиторію з екскурсіями по корупції, абсурдній бюрократії, всепроникному підкупі та процвітаючому чорному ринку, який пройняв соціалізм у Народній Республіці Польща.
Плюшевий ведмідь — це прізвисько, дане головному герою, а також великий солом'яний ведмідь, який використовується в корупційній схемі.
Плюшевий Ведмедик був відображенням сучасного польського суспільства, Автор використав сюрреалістичний гумор, щоб якось подолати цензуру того часу. Культовий статус він отримав у рідній країні. Однак фільм був переоцінений критиками, і він визнаний одним з найкращих польських фільмів, коли-небудь зроблених.

## Актори
- Станіслав Тим у ролі Ришарда Оходзкого та Станіслава Палуха
- Барбара Бурська в ролі Ірени Оходзьки
- Кристина Підлеська (Крістін Павло-Підляський) у ролі Олександри Козел
- Кшиштоф Ковалевський у ролі Яна Гохвандера
- Броніслав Павлік як Стувала
- Ева Бем як сама
- Зофія Червінська у ролі Ірени Сівни
- Станіслав Мікульський в ролі «капітана Риша», ака «Wujek Dobra Rada» («Дядько добрий рада»)
- Войцех Покора у ролі Влодарчика
- Євгеніюш Привієнцєв як міліціонер
- Ганна Скаржанка